# Estação Central Parque (São José do Rio Preto)
A Estação Central Parque é um terminal urbano de São José do Rio Preto.

## Projeto
O Prefeitura apresentou o projeto atual dia 07 de fevereiro de 2015, e teve sua licitação dia 25 de março desse mesmo ano ainda mostrando a  Antiga Estação Ferroviária com trilhos de VLT, o projeto faz parte do Plano de Mobilidade Urbana da cidade.

## Obra
A obra foi feita porque o antigo terminal está ficando sobrecarregado e os utilizadores reclamam de falta de estrutura

## Controvérsias
Muitos moradores da cidade não gostaram do local de construção do terminal, a Praça Cívica, pois muitas árvores foram derrubadas, além de que, na praça, vivia um casal de tucanos.
Também, em 13/09/2017 ,foi descoberto que, ônibus que vem da zona sul da cidade, não conseguiram entrar na estação diretamente, ou seja, você que vem da zonal sul, teria que desembarcar no antigo terminal, caminhar até o novo, para pegar um ônibus para a zona norte, e alguém que vem da zona norte, teria que desembarcar no novo terminal, caminhar até o antigo, para ir até a zona sul.
A obra também custou muito caro, aproximadamente R$ 47-60 milhões dia 4 de fevereiro de 2018, sendo uma das mais caras da cidade.
1. ↑  «Prefeitura de Rio Preto apresenta novo projeto para Terminal». Rio Preto e Araçatuba. 7 de fevereiro de 2015
2. ↑  «Prefeito anuncia licitação da Estação Central Parque». Rio Preto On-line - Prefeitura da Cidade de São José do Rio Preto
3. ↑  Região, Diário da. «Diário da Região - POLÍTICA»
4. ↑  Obra do novo terminal rodoviário de Rio Preto apresenta problemas - G1 São José do Rio Preto / Araçatuba - Vídeos - Catálogo de Vídeos, consultado em 4 de novembro de 2018
5. ↑  Região, Diário da (25 de setembro de 2015). «Novo terminal urbano vai custar R$ 47 mi». Diário da Região - Coluna do Diário
6. ↑  «Obra do novo terminal rodoviário de Rio Preto apresenta problemas». G1